# Unga (Alaska)
Unga es un despoblado ubicado en el borough de Aleutianas Orientales en el estado estadounidense de Alaska.

## Geografía
Unga se encuentra ubicado en las coordenadas 55°11′3″N 160°13′18″O / 55.18417, -160.22167.